# Rosa morrisonensis
Rosa morrisonensis är en rosväxtart som beskrevs av Bunzo Hayata. Rosa morrisonensis ingår i släktet rosor, och familjen rosväxter. Inga underarter finns listade i Catalogue of Life.